# Médio Mearim
Médio Mearim is een van de 21 microregio's van de Braziliaanse deelstaat Maranhão. Zij ligt in de mesoregio Centro Maranhense en grenst aan de mesoregio's Leste Maranhense in het oosten, Norte Maranhense in het noorden en Oeste Maranhense in het westen en de microregio's Alto Mearim e Grajaú in het zuidwesten en Presidente Dutra in het zuidoosten. De microregio heeft een oppervlakte van ca. 10.705 km². Midden 2004 werd het inwoneraantal geschat op 406.490.
Twintig gemeenten behoren tot deze microregio:
| - Bacabal - Bernardo do Mearim - Bom Lugar - Esperantinópolis - Igarapé Grande - Lago dos Rodrigues - Lago do Junco - Lago Verde - Lima Campos - Olho d'Água das Cunhãs | - Pedreiras - Pio XII - Poção de Pedras - Santo Antônio dos Lopes - São Luís Gonzaga do Maranhão - São Mateus do Maranhão - São Raimundo do Doca Bezerra - São Roberto - Satubinha - Trizidela do Vale |

Mesoregio's: Centro Maranhense · Leste Maranhense · Norte Maranhense · Oeste Maranhense · Sul Maranhense

Microregio's: Aglomeração Urbana de São Luís · Alto Mearim e Grajaú · Baixada Maranhense · Baixo Parnaíba Maranhense · Caxias · Chapadas das Mangabeiras · Chapadas do Alto Itapecuru · Chapadinha · Codó · Coelho Neto · Gerais de Balsas · Gurupi · Imperatriz · Itapecuru Mirim · Lençóis Maranhenses · Litoral Ocidental Maranhense · Médio Mearim · Pindaré · Porto Franco · Presidente Dutra · Rosário